# Bitwa pod Białą Cerkwią (1626)
Bitwa pod Białą Cerkwią – starcie zbrojne wojsk Rzeczypospolitej i Chanatu Krymskiego 9 października 1626.

## Tło polityczne
Z powodu wojny ze Szwecją, która wybuchła na Pomorzu, Stanisław Koniecpolski z głównymi siłami wojsk kwarcianych ruszył jesienią z Ukrainy nad Wisłę. Obrona kresów oddana została w ręce regimentarza Stefana Chmieleckiego, na którego barkach przez najbliższe pięć lat spocząć miała cała polityka wschodnia Rzeczypospolitej, a przede wszystkim stosunki z Tatarami. Ze względu na niezwykle poważną sytuację, jaka wytworzyła się na północy, siły wojskowe zostawione do dyspozycji Chmieleckiego były stosunkowo niewielkie. Król Szwecji Gustaw Adolf nie tylko listownie, ale nawet przez posłów usiłował skłonić Tatarów do ataku na Polskę. Podobnie czynił walczący ze sprzymierzonymi z Zygmuntem III Habsburgami protestancki władca Siedmiogrodu Gábor Bethlen, dobrze pamiętający polską interwencję z 1619 roku zakończoną bitwą pod Humiennem. Tatarzy nie potrzebowali jednak zachęty, by wykorzystać moment osłabienia sił polskich na Ukrainie.

## Działania wojenne
Licząc na to, że po odejściu większości wojsk wraz z hetmanem Koniecpolskim ziemie ukraińskie pozostały praktycznie bezbronne, wojska tatarskie w sile 10-15 tys. Tatarów krymskich i Nogajów budziackich, idące Czarnym szlakiem, wtargnęły w końcu września w granice Rzeczypospolitej i założyły kosz pod Białą Cerkwią. Kosz rozłożono w błotnistej okolicy nad rzeką Roś. Wkrótce rozpuszczono czambuły, by sprowadzały do kosza łup i jasyr. Stefan Chmielecki nie tracił czasu i szybko skoncentrował siłę liczącą 5000 żołnierzy, w tym 1500 Kozaków rejestrowych. Natychmiast uderzył na zupełnie zaskoczonego nieprzyjaciela, odbierając mu cały łup i zadając bardzo ciężkie straty. Uciekinierów ścigano przez 4 godziny, po czym zawrócono, by niszczyć pozostałe czambuły, które nieświadome zaistniałej sytuacji wciąż zajmowały się grabieżą okolic. Jeden lub dwa dni później rozbity został pod Fastowem oddział sołtana Buhara i synów Kantymira. W tym samym czasie rotmistrz Bajbuza rozbił przy którymś z brodów wracający z łupami czambuł. Całkowicie pobici Tatarzy stracili w sumie ok. tysiąca zabitych, a ponadto kilka chorągwi i buńczuków. Zwycięzcy wzięli także wielu jeńców, sami tracąc tylko 40 poległych. Ponieważ na Krymie doszło niebawem do wojny domowej, ziemie ukraińskie przez cały następny rok były wolne od najazdów tatarskich.